# Ахмеднабі Гварзатилов
Ахмеднабі Гварзатилов (нар. 23 лютого 1993, Махачкала, Дагестан, Росія) — азербайджанський борець вільного стилю, бронзовий призер чемпіонату світу, дворазовий срібний призер Кубків світу.

## Життєпис
Ахмеднабі народився в Махачкалі, а його батьки — з селища Карата Ахвахського району. Боротьбою почав займатися з 2005 року. Починав і довгий час тренувався в махачкалінській спортшколі «Динамо», куди його привів двоюрідний брат. На «Динамо» займався під керівництвом Раміса Гусейнова і Костянтина Гасанова. Потім тренувався у Садрудіна Айгубова в гамідівській спортшколі. Ставав переможцем першостей Дагестану і зони Півдня Росії серед юнаків. Після того, як в 2010 році Гварзатилов виграв міжнародний турнір в Азербайджані, йому запропонували виступати за цю країну і він переїхав до Баку.
У 2012 році став чемпіоном Європи серед юніорів. Наступного року на цих же змаганнях був лише другим, але став чемпіоном світу серед юніорів.
Виступає за спортивний клуб «Атаспорт» Баку. Тренер — Алі Омаров.

## Спортивні результати на міжнародних змаганнях

### Виступи на Чемпіонатах світу
| Змагання                        | Збірна      | Вагова категорія          | Місце  |
| ------------------------------- | ----------- | ------------------------- | ------ |
| Чемпіонат світу з боротьби 2014 | Азербайджан | вільна боротьба, до 57 кг | 7      |
| Чемпіонат світу з боротьби 2016 | Азербайджан | вільна боротьба, до 61 кг | Бронза |
| Чемпіонат світу з боротьби 2019 | Азербайджан | вільна боротьба, до 61 кг | 12     |

### Виступи на Чемпіонатах Європи
| Змагання                         | Збірна      | Вагова категорія          | Місце |
| -------------------------------- | ----------- | ------------------------- | ----- |
| Чемпіонат Європи з боротьби 2017 | Азербайджан | вільна боротьба, до 61 кг | 9     |
| Чемпіонат Європи з боротьби 2021 | Азербайджан | вільна боротьба, до 61 кг | 5     |

### Виступи на Кубках світу
| Змагання                    | Збірна      | Вагова категорія          | Місце  |
| --------------------------- | ----------- | ------------------------- | ------ |
| Кубок світу з боротьби 2016 | Азербайджан | вільна боротьба, до 61 кг | 5      |
| Кубок світу з боротьби 2018 | Азербайджан | команда                   | Срібло |
| Кубок світу з боротьби 2020 | Азербайджан | вільна боротьба, до 61 кг | Срібло |

### Виступи на інших змаганнях
| Змагання                                     | Збірна      | Вагова категорія          | Місце  |
| -------------------------------------------- | ----------- | ------------------------- | ------ |
| Турнір Алі Алієва 2012                       | Азербайджан | вільна боротьба, до 60 кг | Бронза |
| Турнір Яшара Догу 2013                       | Азербайджан | вільна боротьба, до 60 кг | 5      |
| Золотий Гран-прі з боротьби 2013 (Баку)      | Азербайджан | вільна боротьба, до 60 кг | Золото |
| Турнір Яшара Догу 2014                       | Азербайджан | вільна боротьба, до 61 кг | Бронза |
| Турнір Алі Алієва 2014                       | Азербайджан | вільна боротьба, до 61 кг | Бронза |
| Золотий Гран-прі з боротьби 2014 (Баку)      | Азербайджан | вільна боротьба, до 57 кг | Срібло |
| Вогні Москви 2014                            | Азербайджан | вільна боротьба, до 61 кг | Срібло |
| Турнір Алі Алієва 2015                       | Азербайджан | вільна боротьба, до 61 кг | 8      |
| Кубок Рамзана Кадирова 2015                  | Азербайджан | вільна боротьба, до 61 кг | Срібло |
| Кубок Алроси 2015                            | Азербайджан | вільна боротьба, до 61 кг | Срібло |
| Золотий Гран-прі з боротьби 2015             | Азербайджан | вільна боротьба, до 61 кг | 10     |
| Турнір Олександра Медведя 2016               | Азербайджан | вільна боротьба, до 61 кг | 5      |
| Золотий Гран-прі з боротьби 2016             | Азербайджан | вільна боротьба, до 61 кг | Золото |
| Київський Міжнародний турнір з боротьби 2017 | Азербайджан | вільна боротьба, до 61 кг | Золото |
| Київський Міжнародний турнір з боротьби 2018 | Азербайджан | вільна боротьба, до 61 кг | Золото |
| Турнір Дмитра Коркіна 2018                   | Азербайджан | вільна боротьба, до 61 кг | Золото |
| Кубок Ахмата Кадирова 2018                   | Азербайджан | команда                   | Бронза |
| Кубок Тахті 2019                             | Азербайджан | вільна боротьба, до 61 кг | Срібло |
| Турнір Г. Картозія і В. Балавадзе 2019       | Азербайджан | вільна боротьба, до 61 кг | Срібло |
| Київський Міжнародний турнір з боротьби 2021 | Азербайджан | вільна боротьба, до 61 кг | Золото |

### Виступи на змаганнях молодших вікових груп
| Змагання                                       | Збірна      | Вагова категорія          | Місце  |
| ---------------------------------------------- | ----------- | ------------------------- | ------ |
| Чемпіонат Європи з боротьби серед кадетів 2010 | Азербайджан | вільна боротьба, до 58 кг | 9      |
| Чемпіонат Європи з боротьби серед юніорів 2012 | Азербайджан | вільна боротьба, до 60 кг | Золото |
| Чемпіонат світу з боротьби серед юніорів 2012  | Азербайджан | вільна боротьба, до 60 кг | 5      |
| Чемпіонат Європи з боротьби серед юніорів 2013 | Азербайджан | вільна боротьба, до 60 кг | Срібло |
| Чемпіонат світу з боротьби серед юніорів 2013  | Азербайджан | вільна боротьба, до 60 кг | Золото |
| Чемпіонат Європи з боротьби до 23 років 2015   | Азербайджан | вільна боротьба, до 61 кг | 5      |